# 静岡県道304号岩水寺停車場線
静岡県道304号岩水寺停車場線（しずおかけんどう304ごう がんすいじていしゃじょうせん）は静岡県浜松市浜名区を通る県道である。

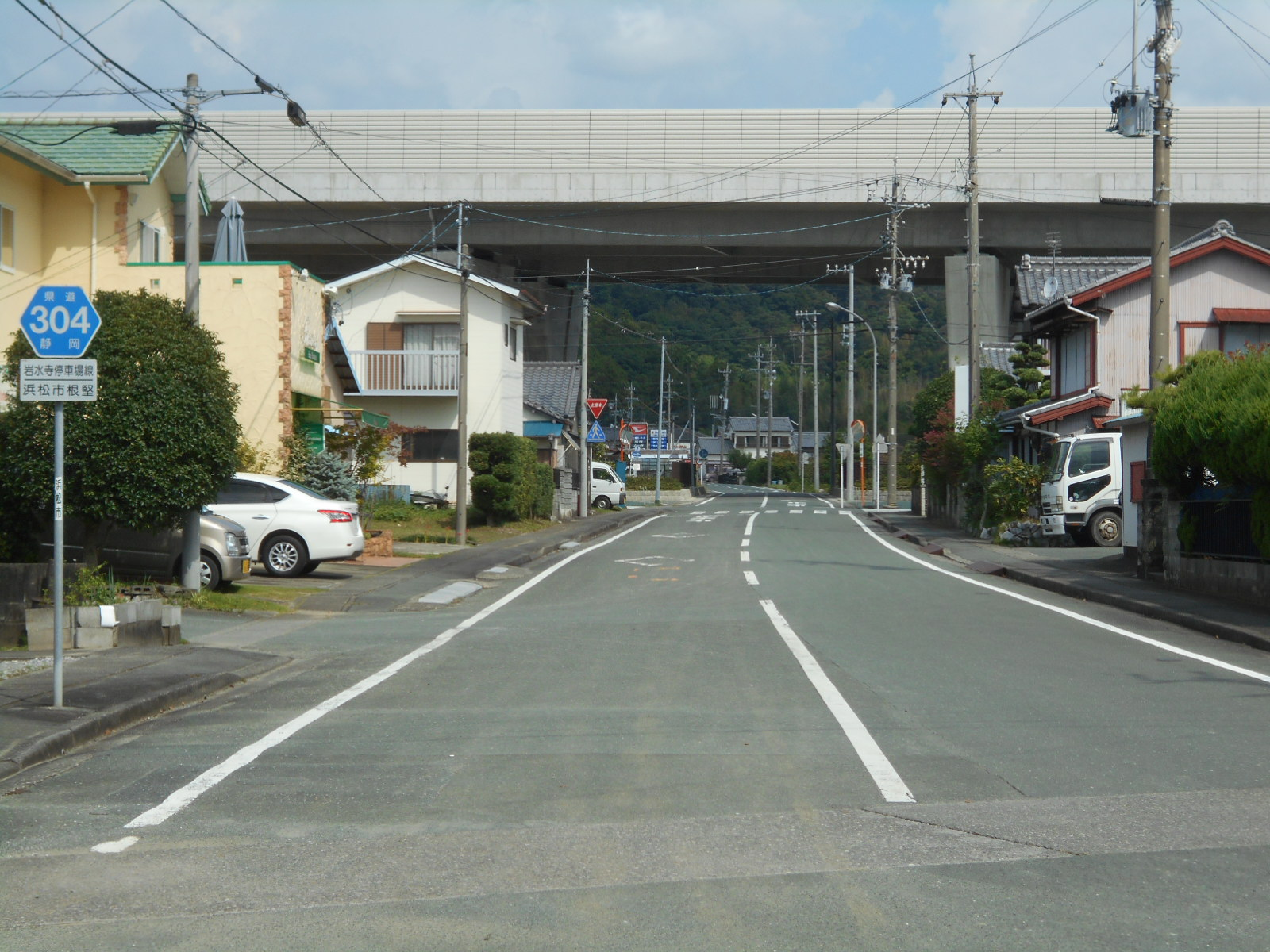
岩水寺駅前

## 路線概要

### 路線データ
- 陸上距離：0.9km
- 起点：浜松市浜名区根堅（天竜浜名湖鉄道岩水寺駅）
- 終点：浜松市浜名区根堅（国道362号交点）

## 歴史
- 1960年4月1日 認定

## 重複区間
なし

## 地理

### 通過する自治体
- 静岡県
  - 浜松市（浜名区）

### 接続路線
- 国道362号